# ويكيبيديا البريتانية
ويكيبيديا البريتانية (البريتانية:Wikipedia e brezhoneg) هي النسخة البريتانية من موسوعة ويكيبيديا.

## التاريخ

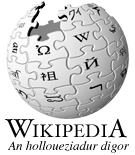
شعار نسخة 2006

تأسست ويكيبيديا البريتانية في يونيو 2004. في أغسطس 2008 كان لديها أكثر من 20000 مقالة، مما جعلها الويكيبيديا رقم 56 من حيث عدد المقالات. ووصلت إلى 30,000 مقالة في 25 أكتوبر 2009 لتحتل المرتبة 51 من أصل 250. وفي فبراير 2010 كانت تحتوي على أكثر من 31000 مقالة، مما جعلها الويكيبيديا رقم 52. في يوليو 2014 ، وصلت الموسوعة إلى 50000 مقالة، لتصبح الويكيبيديا رقم 71 من حيث عدد المقالات.
في يناير 2017، كان لديها ما يزيد قليلاً عن 60 ألف مقالة. وهي أيضًا ثاني أكبر ويكيبيديا قلطية، بعد ويكيبيديا الويلزية.

## الإحصائيات
| عدد المستخدمين المسجلين | عدد المستخدمين النشيطين | عدد المقالات | صفحات المحتوى | عدد التعديلات | عدد الملفات المرفوعة | عدد الإداريين |
| ----------------------- | ----------------------- | ------------ | ------------- | ------------- | -------------------- | ------------- |
| 84٬347                  | 91                      | 88٬470       | 157٬324       | 2٬138٬611     | 524                  | 5             |